# Ferndale (Washington)
Ferndale es una ciudad ubicada en el condado de Whatcom en el estado estadounidense de Washington. En el año 2000 tenía una población de 11.681 habitantes y una densidad poblacional de 544,1 personas por km².

## Geografía
Ferndale se encuentra ubicada en las coordenadas 48°50′56″N 122°35′25″O / 48.84889, -122.59028.

## Demografía
Según la Oficina del Censo en 2000 los ingresos medios por hogar en la localidad eran de $36.375, y los ingresos medios por familia eran $44.626. Los hombres tenían unos ingresos medios de $34.658 frente a los $25.851 para las mujeres. La renta per cápita para la localidad era de $15.982. Alrededor del 13,2% de la población estaban por debajo del umbral de pobreza.